# تروا (فرانسه)
ترُوآ (به فرانسوی: Troyes) یک کمون در فرانسه با جمعیت ۶۱٬۵۴۴ نفر است که در Arrondissement of Troyes واقع شده‌است. مرکز دپارتمان اوب در منطقه گرانت است در شمال شرقی فرانسه است. 
شرکت های پتی باتیو و لاکوست تروا را به مهمترین منطقه تولید لباس های بافتنی در فرانسه تبدیل کرده است.